# Vice Principals
Vice Principals est une série télévisée américaine en 18 épisodes de 30 minutes créée par Danny McBride et Jody Hill, diffusée entre le 17 juillet 2016 et le 12 novembre 2017 sur HBO.
En France, elle est diffusée sur OCS City depuis le 18 juillet 2016. En Belgique, elle est disponible en VàD sur BeTV. Elle reste inédite dans les autres pays francophones.  Au Québec, elle est présentée sur la chaîne Z à partir du 7 juillet 2019.

## Synopsis
L'histoire se centre sur la vie de Neil Gambit (Danny McBride), le vice-proviseur mal-aimé du Lycée North Jackson. Son rêve de devenir un jour proviseur du lycée se voit réduit à néant lorsque le Professeur Belinda Brown (Kimberly Herbert Gregory) arrive à la tête de l'établissement après que l'ancien proviseur a pris sa retraite. Ne croyant ni aux compétences de Neil, ni à celles de son collègue sociopathe et sournois Lee Russell (Walton Goggins), il a cédé son poste à Belinda. Neil et Lee décident alors de conspirer contre Belinda, pour ruiner la bonne réputation qu'elle s'est faite à son arrivée, et ainsi avoir le poste tant convoité. Ils n'hésitent pas à multiplier les coups bas, dévoilant ainsi leurs personnalités tantôt attachantes, tantôt effrayantes...

## Distribution

### Acteurs principaux
- Danny McBride (VF : Pascal Casanova) : Neal Gambit
- Walton Goggins (VF : Mathias Kozlowski) : Lee Russell
- Kimberly Hebert Gregory (en) (VF : Annie Milon) : Dr Belinda Brown et directeur du Lycée Lincoln (principale saison 1, invitée saison 2)
- Dale Dickey (VF : Isabelle Leprince) : Nash, le nouveau Vice Principal (saison 2)
- Georgia King (VF : Magali Rosenzweig) : Amanda Snodgrass
- Sheaun McKinney (VF : Namakan Koné) : Dayshawn
- Busy Philipps (VF : Edwige Lemoine) : Gale Liptrapp
- Shea Whigham (VF : Stéphane Bazin) : Ray Liptrapp

### Acteurs récurrents
- Maya G. Love (VF : Maryne Bertieaux) : Janelle Gambit
- Edi Patterson (en) (VF : Véronique Desmadryl) : Mme Abbott
- Susan Park (VF : Youna Noiret) : Christine
- Mike O'Gorman (VF : Sébastien Desjours) : Bill Hayden
- Susie Hohenstein (VF : Dominique Lelong) : Mme Kingsbury
- Jennifer Gatti (VF : Anne Rondeleux) : Mme Deets
- Jay DeVon Johnson (VF : Frantz Confiac) : Bruce Carter
- Ashley Spillers (VF : Caroline Espargilière) : Janice Swift
- Madelyn Cline : Taylor Watts

- Version française
  - Société de doublage : Dubbing Brothers[3]
  - Direction artistique : Marie-Eugénie Maréchal et Mathias Kozlowski[3]
  - Adaptation des dialogues : Olivier Lips, Rodolph Freytt et Françoise Lévy[3]

Source VF : Doublage Séries Database

## Production
HBO commande la série en mai 2014, avec 18 épisodes découpés en deux saisons,.
Le 15 juin 2015, le Charleston City Paper déclare que le tournage doit se dérouler dans le Nord de Charleston, en Caroline du Sud, dans le quartier de Park Circle. Le journal ajoute que les acteurs comiques Will Ferrell et Bill Murray font de la figuration dans la série. Les scènes qui se déroulent dans l'école sont tournées sur les campus de R.B. Stall High School et de West Ashley High School (en).

## Épisodes

### Première saison (2016)
1. Le Proviseur (The Principal)
2. Le Bal des Faux-culs (A Trusty Steed)
3. La Sortie scolaire (The Field Trip)
4. Incendie criminel (Run for the Money)
5. Le Cercle de paroles (Circles)
6. Les Fondements de l'apprentissage (The Foundation of Learning)
7. La Journée des profs (The Good Book)
8. Gin (Gin)
9. Coup de grâce (End of the Line)

### Deuxième saison (2017)
Elle est diffusée depuis le 17 septembre 2017 sur HBO.
1. Chez les Tigres (Tiger Town)
2. Mon assassin (Slaughter)
3. Le Roi (The King)
4. Proviseur d'un jour (Think Change)
5. Un homme charitable (A Compassionate Man)
6. Le Mec le plus populaire (The Most Popular Boy)
7. Vacances de printemps (Spring Break)
8. Nuits Vénitiennes (Venetian Nights)
9. L'Alliance du Magicien et du Guerrier (The Union of the Wizard & The Warrior)

## Univers de la série

### Personnages

#### Principaux
Neal Gambit
Il est le directeur adjoint divorcé chargé de la discipline au Lycée Lincoln.
Lee Russell
Il est le vice-directeur du programme au Lycée Lincoln, un politicien convaincu qui conclut une alliance avec Gamby.
Amanda Snodgrass
Elle est le nouveau professeur d'anglais idéaliste au Lycée Lincoln
Gale Liptrapp
Elle est l'ex-femme de Neal et la nouvelle femme de Ray Liptrapp
Ray Liptrapp
Il est le nouveau mari de l'ex de Gamby et fréquemment la cible de son hostilité — en dépit d'être un homme véritable et de soutien.
Dr Belinda Brown du Lycée Lincoln
Elle est la principale de l'école plutôt « confiante et puissante ».
Dayshawn
Il est employé à la cafeteria le plaçant au centre des problèmes

#### Récurrents
Janelle Gambit
Elle est la fille de Neal et Gale.
Mme Abbott
Elle est professeur d'espagnol.
Janice Swift
C'est la nouvelle secrétaire du lycée.
Christine
La femme de Russell
Bill Hayden
C'est le professeur d'histoire du lycée.
Taylor Watts
Il est le capitaine des « Spirit » du lycée.